# Diemjan Kowalow
Diemjan Grigorjewicz Kowalow (ros. Демьян Григорьевич Ковалёв, ur. 1894 w guberni mohylewskiej, zm. 10 marca 1947) – funkcjonariusz radzieckich służb specjalnych, podpułkownik.

## Życiorys
Skończył szkołę powszechną, od lipca 1915 do grudnia 1917 służył w rosyjskiej armii, od czerwca 1918  należał do RKP(b), w październiku 1918 wstąpił do oddziału komunistycznej partyzantki działającego w okolicach Mohylewa. W styczniu 1919 został sekretarzem komitetu rewolucyjnego, później organizował komitety biedoty i gminne komitety rewolucyjne, był propagandzistą podziemnego komitetu KP(b)U w Kijowie, a od lutego 1920 do stycznia 1921 zastępcą przewodniczącego powiatowej Czeki w Rohaczowie. Następnie był pełnomocnikiem gubernialnej Czeki i gubernialnego oddziału GPU w Homlu, szefem wydziału i sekcji i zastępcą szefa obwodowego oddziału GPU w Homlu, a od 1 lipca 1926 do 14 listopada 1927 szefem okręgowego oddziału GPU w Bobrujsku. Potem pracował w Pełnomocnym Przedstawicielstwie OGPU Białoruskiego Okręgu Wojskowego (w Wydziale Kontrwywiadowczym i Wydziale Tajnym), od stycznia 1930 do września 1932 w Wydziale Tajno-Politycznym PP OGPU Kraju Północnego, od września 1932 do marca 1935 był pomocnikiem szefa sektora operacyjnego GPU/NKWD w Wołogdzie, a od 9 marca do 16 grudnia 1935 szefem sektora operacyjnego NKWD w Wołogdzie. Od grudnia 1935 do grudnia 1936 był szefem Miejskiego Oddziału NKWD w Wołogdzie i szefem Wydziału Specjalnego NKWD 10 Dywizji Piechoty, od 7 kwietnia 1936 w randze starszego porucznika bezpieczeństwa państwowego, od 27 grudnia 1936 do 1 lipca 1937 był szefem Zarządu NKWD Autonomicznego Obwodu Zyrian (Komi), a od 1 lipca 1937 do 28 stycznia 1939 ludowym komisarzem spraw wewnętrznych Komijskiej ASRR. Od kwietnia 1939 do maja 1942 był szefem wydziału Zarządu Wołżańskiego Poprawczego Obozu Pracy NKWD, 16 kwietnia 1942 otrzymał stopień kapitana bezpieczeństwa państwowego, od maja do listopada 1942 kierował Wydziałem Operacyjnym Zarządu Poprawczego Obozu Pracy w Rybińsku, a od listopada 1942 do czerwca 1944 Wydziałem Operacyjno-Czekistowskim Zarządu Kamieńskiego Poprawczego Obozu Pracy NKWD, od 11 lutego 1943 w stopniu podpułkownika. Od czerwca 1944 do 1945 był szefem Wydziału Operacyjno-Czekistowskiego Zarządu Ponyszskiego Poprawczego Obozu Pracy, a od maja 1945 szefem Wydziału Operacyjno-Czekistowskiego Zarządu Poprawczych Obozów i Kolonii Pracy Zarządu NKWD/MWD obwodu moskiewskiego.